# معركة سورابايا
معركة سورابايا حدثت في 27 أكتوبر - 20 نوفمبر من عام 1945 بين المقاومة والميلشيات الإندونيسية المطالبة بالاستقلال ضد القوات الهولندية والبريطانية خلال الثورة الإندونيسية انتهت المعركة بسيطرة القوات البريطانية على مدينة سورابايا.